# Гешко Іван Тарасович
Іва́н Тара́сович Гешко́ (19 серпня 1979, Кліводин) — український спортсмен, заслужений майстер спорту України з легкої атлетики, чемпіон Європи та світу з бігу на 1500 м в приміщенні, учасник Олімпійських ігор в Сіднеї, Афінах (5 місце) та Пекіні (не вийшов на старт через проблеми зі спиною).
Офіційний партнер (з квітня 2005 р.) — готельно-туристичний комплекс «Буковина» (керівник — Валерій Чинуш).
З 2005 року — радник голови Чернівецької обласної державної адміністрації з питань спорту, з 2006 року — депутат Чернівецької міської ради (обраний за списком НСНУ).

## Біографія
Народився в селі Кліводині Кіцманського району Чернівецької області. Ріс і виховувався у Кіцмані у бабусі Орисі Андріївни.
Закінчив Кіцманську середню школу, вище республіканське училище олімпійського резерву, факультет фізвиховання Кам'янець-Подільського державного педагогічного університету, де з 2006 р. є аспірантом, у 2004—2011 р. навчався у Чернівецькому торговельно-економічному інституті КНТЕУ.
Спортом почав займатися з 5 класу в Кіцманській ДЮСШ. Перший рік — у футбольній секції. Потім ще два роки через день ходив на легку атлетику та футбол, який чередувався з гандболом. Далі спеціалізувався в легкій атлетиці.
З перших років занять легкою атлетикою регулярно виборював нагороди на обласних змаганнях.
Перший серйозний успіх на національній арені — перемога на дистанції 3000 м на юнацьких іграх 1995 року — 8.44,27.
Перше серйозне міжнародне досягнення — «срібло» молодіжного чемпіонату Європи 2001 року на дистанції 1500 м.
- 1997 р. — 5 місце на юніорському чемпіонаті Європи на дистанції 1500 м.
- 1998 р. — 11 місце на юніорському чемпіонаті світу на дистанції 1500 м (Франція).
- 1997 р. — 5 місце на юніорському чемпіонаті Європи з кросу.
- 1999 р. — 4 місце на молодіжному чемпіонаті Європи на дистанції 1500 м.
- 2000 р. — дебютував на Олімпійських іграх в Сіднеї на дистанції 1500 м.
- 2003 р. — першим серед представників Східної Європи став призером чемпіонату світу на дистанції 1500 м (Париж (Франція), 3 місце). Найкращий спортсмен року на Буковині.
- 2004 р. — виборов срібну нагороду на чемпіонаті світу в приміщенні в Будапешті (Угорщина) на дистанції 1500 м (поступився на фініші 0,03 сек. кенійцю Паулу Коріру). На Олімпійських іграх в Афінах фінішував 5-м на дистанції 1500 м (розпочав рано фінішний спурт, щоби боротися з Ель-Геружем та Лагатом за «золото» і залишився без медалі) та пробився до півфіналу на 800-метрівці. Виграв фінал Гран-прі у Монако на дистанції 1500 м. Найкращий спортсмен року на Буковині.
- 2005 р. — став чемпіоном Європи у приміщенні у Мадриді (Іспанія) на дистанції 1500 м (лідирував з другого кола і до фінішу). Посів 4 місце на чемпіонаті світу в Гельсінкі (Фінляндія). Другий рік поспіль блискучим фінішним спуртом виграв фінал Гран-прі у Монако на дистанції 1500 м. Найкращий спортсмен року на Буковині.
- 2006 р. — святкував перемогу на чемпіонаті світу в приміщенні у Москві (Росія) на дистанції 1500 м. Здобув перше місце на дистанції 1500 м та друге місце на дистанції 800 м на Кубку Європи у Малазі (Іспанія). Нагороджений спеціальним призом як найкращий атлет Кубка Європи. Неймовірним фінішним спуртом виграв етап «Golden League» у Парижі на дистанції 1500 м. На чемпіонаті Європи у Ґетеборгу (Швеція) фінішував другим на дистанції 1500 м. На Кубку світу в Афінах (Греція) виборов друге місце на дистанції 1500 м, а у складі збірної Європи став володарем головного трофею. У березні та червні 2006 року визнавався найкращим спортсменом України.
- 14 січня 2007 року під час церемонії «Афіна» нагороджений як найкращий легкоатлет України 2006 року. Найкращий спортсмен року на Буковині.

Норматив майстра спорту виконав у 1997 році, майстра спорту міжнародного класу — у 2001 році. Звання заслуженого майстра спорту присвоєне 26.04.2004.
- 21.09.2004 СБУ нагородила «Хрестом доблесті» ІІ ступеня.
- Наприкінці 2005 року нагороджений медаллю «За працю і звитягу».
- 24 серпня 2006 року нагороджений орденом «Буковина».

На початку 2004 року отримав житло у Чернівцях (ордер на 2-кімнатну квартиру під час шоу-програми «Зірки естради — зіркам спорту» вручив Чернівецький міський голова Микола Федорук). Будує будинок у Кіцмані.
У 2005 разом з депутатом Чернівецької міської ради Валерієм Чинушем та керівником обласного спорту Георгієм Мазурашу зініціював та організував відкритий Кубок Чернівецької області з бігу на 1 милю «Буковинська миля», який у 2006 р. став міжнародним. У 2005—2007 рр. перемагав на цих змаганнях. Призові віддав обласному будинку дитини, що на вул. Чапаєва в Чернівцях.

## Рекорди

### Рекорди України
- 1500 м — 3.30,33 (3.09.2004, Брюссель, етап «Golden League»)
- 1 миля — 3.50,04 (30.07.2004, Лондон, етап IAAF Super Grand Prix)
- 3000 м — молодіжний рекорд України (U-23) — 7.52,23 (8.06.01, Познань)

### Рекорди України в приміщенні
- 1500 м — 3.33,99 (13.02.2005, Карлсруе)
- 800 м — 1.46,49 (20.02.2005, Афіни)
- 1500 м — молодіжний рекорд України — 3.43,29 (31.01.02, Москва)
- 1500 м — юніорський рекорд України — 3.47,99

## Пам'ять
У 2007 р. на його честь засновано спортивний клуб «Гешко» (http://sportbuk.com/2010/01/sk-heshko/ [Архівовано 11 листопада 2010 у Wayback Machine.])